# Mani Martin
Mani Martin, nascut Maniraruta Martin, és un actor de Ruanda i cantant i compositor d'afrobeat, gòspel, música pop i R & B. Va ser descrit per The Rwanda Spectrum Magazine com "un dels actes en directe més vius de Ruanda". La seva música reflecteix una barreja d'afro-soul i música tradicional ruandesa, i les seves lletres són en kinyarwanda, kiswahili, anglès i francès.

## Biografia
Martin va néixer el 24 de desembre de 1988 i va créixer a la seva vila natal de Ntura, Ruanda. El seu talent va ser descobert als nou anys per un professor que el va animar a seguir classes de música a l'escola secundària CISK a Kigali. L'any 2000, als 11 anys, Martin va gravar 12 cançons evangèliques amb un gran èxit; moltes d'aquestes cançons es van fer populars a les esglésies de tot el país. Quan era adolescent va prendre lliçons de veu, va formar grups corals i va fer actuacions en esdeveniments comunitaris i juvenils.

### Carrera musical
Abans d'assolir popularitat com a artista solista, Martin va guanyar diners a través del treball de la sessió, component melodies per anuncis i com a intèrpret amb diverses bandes, cosa que li va permetre actuar en nombrosos festivals i esdeveniments amb músics de famosos internacionals com Ismaël Lô, Lokua Kanza, Vieux Farka Touré, Femi Kuti i Mighty Popo. Més tard va formar la Kesho Band, formada per cinc instrumentistes i vocalistes alhora; aquest grup gravarà amb ell i realitza els seus viatges a casa i a l'estranger. La seva música reflecteix les influències dels artistes ruandesos Cécile Kayirebwa i Jean-Paul Samputu, i de celebritats internacionals com Ismael i R. Kelly.
El llançament de 2005 del primer single d'èxit de Mani Martin, "Urukumbuzi", li va guanyar popularitat a tota Ruanda i als països veïns. El mateix any va ser seleccionat com el més jove participant en el festival FESPAD. El seu àlbum de debut, Isaha Ya 9 (2007), fou seguit per Icyo Dupfana Kiruta Icyo Dupfa en 2009, i en 2012 Martin va editar dos àlbums titulats Intero y'Amahoro i My Destiny. A més de publicar quatre àlbums, Martin ha col·laborat amb artistes regionals en nombrosos singles.
Ha actuat dues vegades en l'esdeveniment internacional Rwanda Day celebrat a Boston i a París. També va ser convidat a actuar el 2012 per a la missió ruandesa de manteniment de la pau a Darfur i Sudan del Sud i va ser el primer artista ruandès a actuar al festival de música Sauti Za Busara Zanzibar durant el seu desè aniversari el 2013.
En setembre de 2017 va editar un nou àlbum, Afro album i va iniciar una gira arreu del país.

### Altres activitats
Més enllà de la seva carrera musical, Martin també ha actuat i protagonitzat la pel·lícula Long Coat, que va explorar la vida dels ruandesos després del genocidi ruandès de 1994.

## Vida personal
Al febrer de 2013, Martin va resultar greument ferit en un accident de moto. Després de l'hospitalització, l'artista va fer una recuperació completa i va anar a actuar al festival Souti Zabusara.

## Premis
El seu primer single exitós, Urukumbuzi, va guanyar un premi com "Cançó de l'Any" en 2006. En 2006, Radio 10 va atorgar Mani Martin el títol d'"Artista de l'Any". L'any següent va ser nominat per al premi musical ugandès Pearl of Africa en la categoria de millor artista masculí. El 2008, Martin va guanyar un Salax Award al Millor Artista de Gospel; va guanyar un segon Salax Award en 2012 a la categoria "Millor Artista Tradicional de l'Any".